# Nou Món

El mapa de Diego Ribero (1529) anomena Amèrica MUNDUS NOVUS quan encara només se'n coneixia la costa atlàntica i molt poc de la pacífica.

El Nou Món és un dels noms que s'han utilitzat per designar el continent americà. Aquest terme va aparèixer a principis del segle xvi, poc després del descobriment d'Amèrica pels navegants europeus, fet que va expandir l'horitzó geogràfic dels europeus de l'edat mitjana, acostumats a pensar que el món consistia tan sols en Europa, Àsia i Àfrica. Aleshores aquest grup de continents van passar a anomenar-se, per tant, el Vell Món.

## Origen del nom
Aquest terme fou emprat abans que ningú per l'explorador florentí Amerigo Vespucci en una carta adreçada al seu cap Lorenzo di Medici la primavera del 1503, i que fou publicada en llatí el 1503 o el 1504 amb el títol Mundus Novus. La carta de Vespucci conté la primera formulació explícita en un text imprès de la hipòtesi que les terres trobades a l'oest no fossin les costes orientals d'Àsia, sinó més aviat tot un continent nou, un "Nou Món".
Vespucci probablement va caure en aquesta idea el juny de 1502, durant la trobada casual de dues expedicions a la parada per proveir-se d'aigua al Bezeguiche (l'actual badia de Dakar, al Senegal), la seva pròpia, que aquest cop tenia l'encàrrec de cartografiar les costes del Brasil, acabades de descobrir, i la vanguàrdia de la segona expedició portuguesa a l'Índia quan tornava cap a Portugal, a les ordres de Pedro Álvares Cabral. Havent visitat ja les terres descobertes durant els anys anteriors, Vespucci potser va trobar difícil d'encaixar el que ell mateix hi havia vist a les Índies Occidentals amb el que li explicaven els mariners de Cabral sobre les Índies Orientals. Així que va afanyar-se a escriure una primera carta a Lorenzo mentre seguia ancorat al Bezeguiche i la va lliurar a la flota portuguesa perquè la portessin cap a Europa. De moment, Vespucci no va passar d'expressar els dubtes que li havien produït aquestes converses, però es va acabar de convèncer quan es va posar a cartografiar la seva expedició de 1501-02, que cobria un llarguíssim tros de la costa est del Brasil. Després de tornar del Brasil, a la primavera del 1503, a Lisboa, Amerigo Vespucci va escriure la carta Mundus Novus adreçada, com l'anterior, al seu patrocinador Lorenzo, que era a Florència, amb el seu famós paràgraf inicial: 
| «                  | En el passat us he escrit a vos molt extensament a la tornada de cada nou país que hem descobert i explorat amb els vaixells, a costa i a les ordres de Sa Sereníssima Majestat el Rei de Portugal. I és legítim dir-ne, de tot això, un món nou, perquè cap part d'aquestes terres no era coneguda dels nostres avantpassats i tot el que es pugui sentir sobre elles resulta completament innovador. El que pensaven els antics era que tota la gran part del món que queda més enllà de la línia equinoccial cap al sud no era terra, sinó tan sols mar, que anomenaven l'Atlàntic. I de la mateixa manera que afirmaven que no hi havia cap continent, tenien també molts motius per negar que fos habitat. Però aquesta opinió és falsa i del tot contrària a la veritat. El meu darrer viatge ha servit per demostra-ho, ja que he descobert un continent en aquesta part del sud, tot ple d'animals i més poblat que la nostra Europa, o que Àsia o Àfrica, i fins i tot més temperat i agradable que cap altra regió que nosaltres coneguem. | » |
| — Amerigo Vespucci | |   |

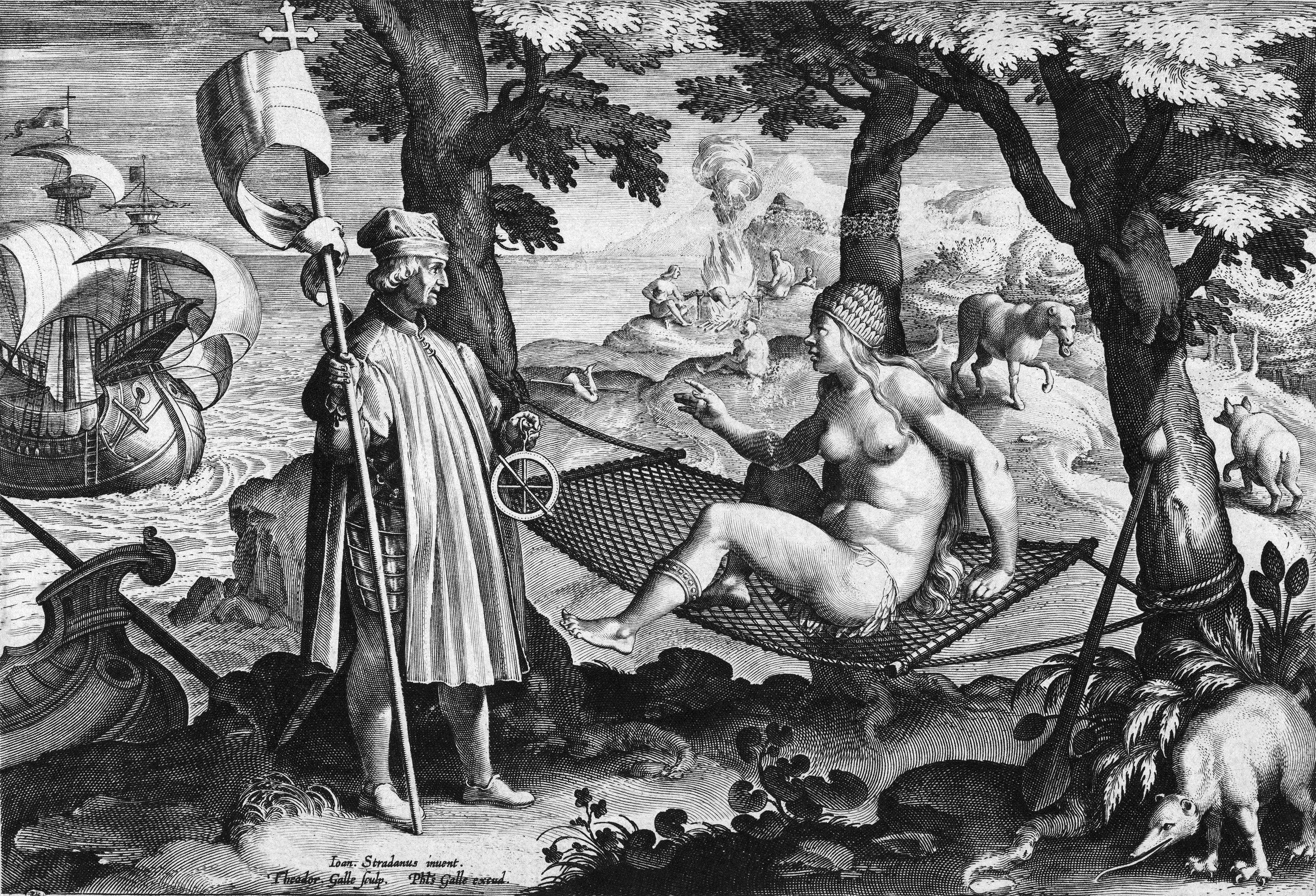
Al·legoria del Nou Món: Amerigo Vespucci desperta Amèrica del seu son.

La carta de Vespucci fou un èxit editorial a tot Europa, i es va reeditar de seguida i molts cops més a diversos països.
L'intel·lectual hispanoitalià Pedro Mártir de Anglería va emprar l'expressió "Nou Món" en una vintena d'edicions durant els quatre anys següents.
El 1524, la mateixa expressió fou emprada també per Giovanni da Verrazzano a l'informe del seu viatge d'aquell any per la costa atlàntica d'una part de Nord-amèrica.

## Usos i definició
Els termes oposats "Vell Món" i "Nou Món" poden tenir sentit en un context històric i també a l'efecte de distingir les principals ecozones mundials.
Hom pot parlar del "Nou Món" en un context històric, per exemple, en relació als viatges de Cristòfor Colom, la conquesta de Mèxic i altres esdeveniments del període colonial. L'hispanista J. H. Elliott, en el seu llibret The Old World and the New 1492-1650, analitza magistralment les diverses conseqüències que va tenir el descobriment principalment per a Europa, i en especial per a la Monarquia Hispànica, en l'economia i la societat de la metròpoli, en l'ampliació de les zones de conflicte entre les potències cap al continent americà, i en l'evolució de les idees dels europeus sobre la història i sobre la naturalesa de l'ésser humà.
Altrament, el terme "Nou Món" s'empra de vegades en un context biològic, per exemple en la divisió en ecozones de la World Wildlife Fund, quan es parla d'espècies del Vell Món (Zona paleàrtica, Zona indomalaia, Zona afrotròpica) o del Nou Món (Zona neàrtica, Zona neotropical).

## Veus contràries
Ara bé, el terme Nou Món ha estat criticat pel seu eurocentrisme, i fins i tot per fer una certa apologia del colonialisme.